# しゃもじ

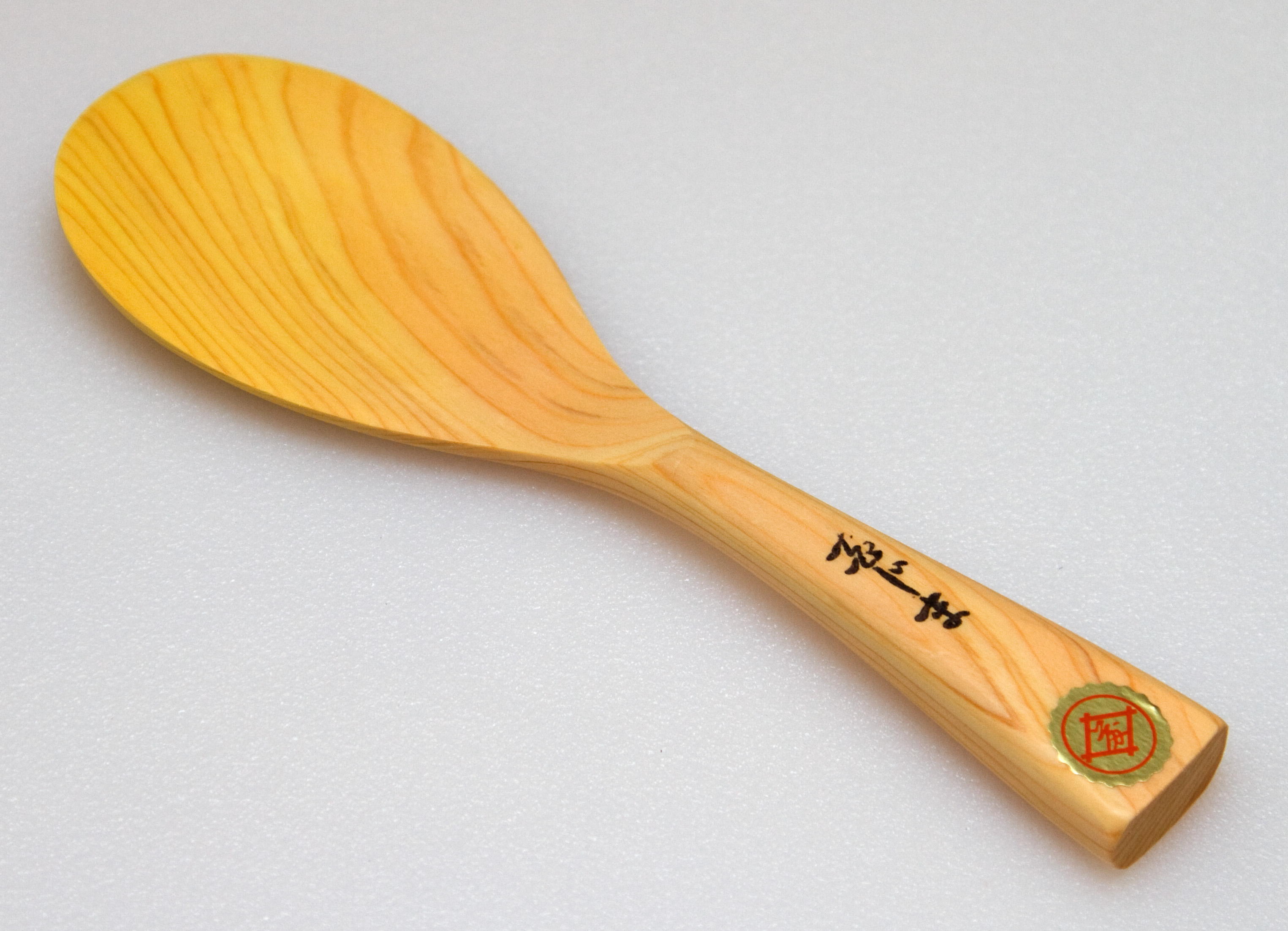
しゃもじ

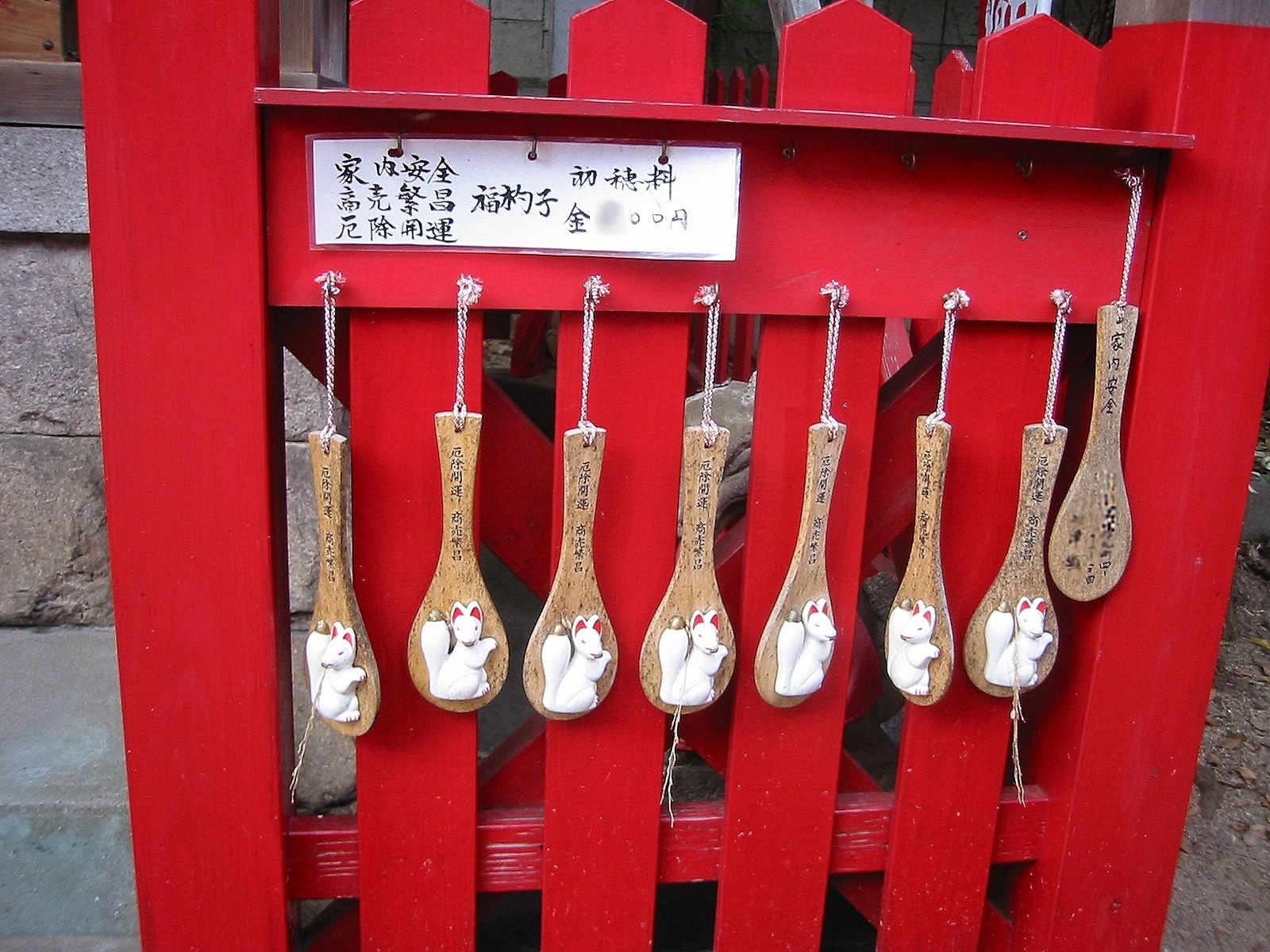
神社の福杓子

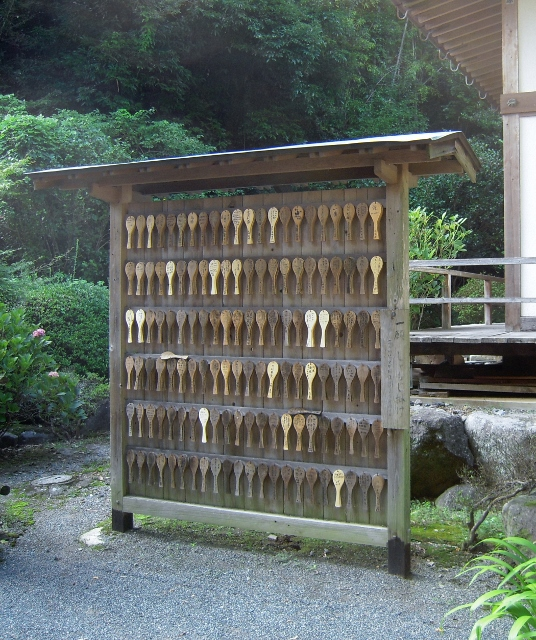
寺院の杓子（熊本市の雲巌禅寺）

しゃもじ（杓文字）は、飯をすくったり混ぜたりするのに使用する杓子。前者の用途としては飯を炊飯器・おひつなどから食器に取り分けるために用いる。また、後者の用途としては寿司飯を作る際に酢と飯を切り混ぜたり、混ぜご飯にかやくを混ぜ込む時などに用いる。飯杓子ともいう。また、察する事の意味も含む

## 概説
杓子（しゃくし）には板状の箆杓子や刳物（くりもの）の汁杓子があるが、飯杓子（めしじゃくし）は前者で一般的には平らな一枚板の杓子である。
しゃもじの語源は、柄の先に皿形の部分が付いた道具の「杓子」（しゃくし）の頭字「しゃ」に接尾語「もじ（文字）」が付いた女房言葉（にょうぼうことば）である。本来は汁をよそう汁杓子も含めた言葉であり、米飯をよそうものを特に飯杓子と言ったが、時代が経るにつれ、汁用のものをおたま（お玉杓子）、米飯用のものをしゃもじというようになった。

## 材質
材質は伝統的に木や竹であったが、現代では合成樹脂でも作られる。
日本の米（ジャポニカ米）の性質上、炊いた米（飯）は粘着性を持つためにしゃもじには米粒がくっつきやすく、寿司飯を作る場合等に作業の妨げになる。これがくっつかないようにするためにはあらかじめ木製のしゃもじを水につけておくなどの工夫がされる。
合成樹脂製のものでは、米粒がくっつきにくいしゃもじが発売されているが、これはへら部の表面に小さな突起を多数つけるという加工（エンボス加工）をすることにより、米粒との接触面積をできるだけ少なくし、粘着しづらくするという工夫がされたものである。

## 神道と杓文字
今日一般的に知られる弁天のもつ琵琶と形に似たしゃもじは、広島県安芸の宮島（厳島）が発祥とされる。当地の特産品であり、広島県の名産品でもある（そのため「しゃもじ」そのものを「宮島」と呼ぶこともある）。「必勝」「商売繁盛」などの文字が染め抜かれた飾りしゃもじも工芸品として製作されている。寛政年間（1789年～1801年）、僧の誓真が当時主たる産業がなかった宮島のために、弁天のもつ琵琶と形が似たしゃもじを宮島参拝のみやげとして売り出すことを島民にすすめたことを起こりとする。「この杓子でご飯をいただけば、ご神徳を賜り、福運を招くという縁起物です」のような、今にいうキャッチコピーを持って、宮島みやげとして定着していき、当初は特に戦勝祈願の意味はなかったが、日清・日露戦争時に日本全国から招集された兵士たちが広島市の宇品港から出征する際、厳島神社に無事な帰還を祈願し、「敵を召し（飯）取る」という言葉にかけて、杓子を奉納し、故郷への土産物として持ち帰ったことから全国的に知られるようになった。この「敵を召し（飯）取る」や、打ち鳴らした時の「カチカチ（＝勝ち勝ち）」という音から「勝ちを召し（飯）取る」との語呂合わせが生まれ、古くから必勝祈願の験担ぎにも使われた。広島商業のしゃもじ応援は、夏の甲子園大会が始まって間もない大正時代の1920年から始まったとされる。また広島県を本拠地とするスポーツチーム（広島東洋カープ、サンフレッチェ広島、その他アマチュアスポーツにおける全国大会での広島県代表チーム）、広島県内での国際規模のスポーツ大会での日本代表（2011年ワールドカップバレーボール他）の応援にしゃもじを楽器代わりに使う事例も多い。特に春夏甲子園大会で広島代表のしゃもじ応援は、高校野球の風物詩として高校野球ファンに知られている。観客がめいめいに叩く物を持つという習慣は、このしゃもじを始まりとしており、しゃもじは、プロ野球各球団の応援に欠かせないアイテム、「メガホン」の起源といわれる。
他にも百日咳に御利益があるとされる神社には、完治した後にお礼として「しゃもじ」を納める習慣がある場合がある。
2023年3月に岸田首相がウクライナを訪問した際に、ゼレンスキー大統領に必勝しゃもじを贈呈し、物議を醸した。